# Hoplopagrus
Hoplopagrus is een monotypisch geslacht van straalvinnige vissen uit de familie van de snappers (Lutjanidae).

## Soort
- Hoplopagrus guentherii (Gill, 1862)